# Furcula salicis
Furcula salicis är en fjärilsart som beskrevs av Jean-Baptiste Lamarck 1816. Furcula salicis ingår i släktet Furcula och familjen tandspinnare. Inga underarter finns listade i Catalogue of Life.